# Giuseppe Venturi
Giuseppe Venturi (ur. 4 czerwca 1874 w Mezzane di Sotto, zm. 11 listopada 1947 w Chieti) – włoski duchowny katolicki, arcybiskup.

## Życiorys
21 września 1899 otrzymał święcenia kapłańskie. 9 lipca 1926 papież Pius XI mianował go biskupem diecezjalnym diecezji Cagli-Pergola. 29 sierpnia 1926 otrzymał święcenia biskupie. Konsekrował go biskup Girolamo Cardinale, któremu asystowali arcybiskup Giovanni Maria Zonghi i biskup Giordano Corsini. 18 lutego 1931 został mianowany arcybiskupem archidiecezji Chieti.